# Michael Zeidler
Michael Zeidler (* 1. Januar 1944 in Reichenbach im Vogtland) ist ein deutscher Politiker der SPD und war von 1998 bis 2002 Mitglied im Landtag von Sachsen-Anhalt.

## Leben und Beruf
Nach dem Besuch der Grundschule machte Zeidler eine Lehre als Färber. Diese schloss er 1961 ab und holte bis 1964 sein Abitur nach. 1970 machte er seinen Abschluss als Diplom-Ingenieur für Chemieanlagenbau und fünf Jahre später seinen Abschluss als Diplom-Ingenieur für chemische Verfahrenstechnik. Von 1970 bis 1990 war er in den Buna-Werken und im Synthesewerk Schwarzheide (Bereich Investitionen) beschäftigt. Ab 1990 war er Außendienstingenieur eines Maschinenbaubetriebes. 
Zeidler ist verheiratet und hat zwei Kinder.

## Abgeordneter
Zeidler ist Mitglied im Stadtrat von Halle (Saale).
Er war von 1998 bis 2002 Landtagsabgeordneter. Er vertrat den Wahlkreis Halle (Saale) VI und war Mitglied im Ausschuss für Kultur und Medien sowie im Ausschuss für Petitionen.